# Ilan Duran Cohen

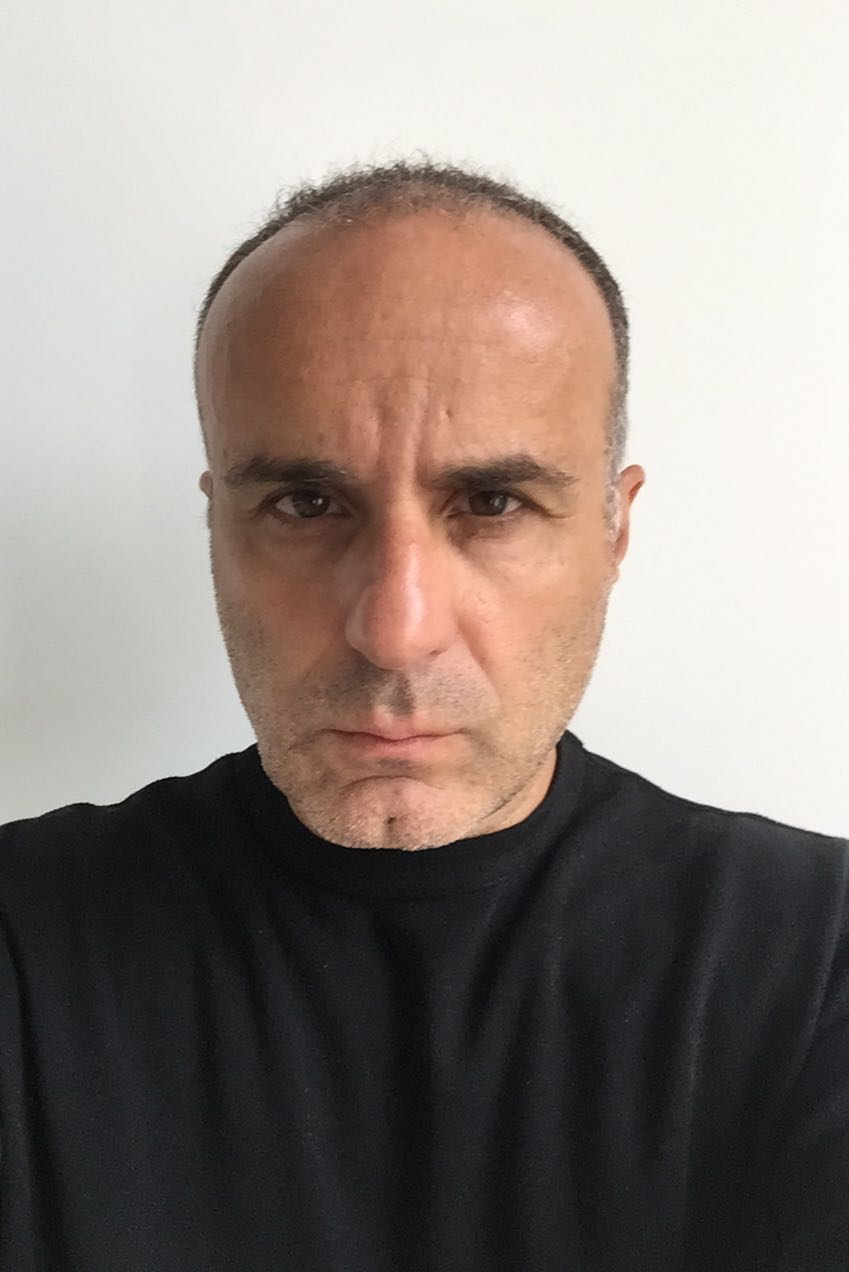
Ilan Duran Cohen

Ilan Duran Cohen (* 1963 in Rehovot, Israel) ist ein französischer Filmregisseur, Drehbuchautor, Filmproduzent und Schriftsteller.

## Leben
Der gebürtige Israeli Ilan Duran Cohen lebte bis 1985 in Paris. Er wurde an der New York Film School angenommen, realisierte zwei Kurzfilme und inszenierte die 1991 erschienene Filmkomödie Lola – Jung und wild. Anschließend zog er sich zurück und konzentrierte sich aufs Schreiben. So erschienen 1997 mit Chronique alicienne und 1999 mit Le Fils de la sardine seine ersten beiden Romane. Anschließend konnte er 2000 seinen zweiten Spielfilm Man liebt es unentschieden, mit Pascal Greggory, Nathalie Richard und Cyrille Thouvenin in den Hauptrollen, inszenieren.

## Werke
- 1997: Chronique alicienne
- 1999: Le Fils de la sardine
- 2003: Mon cas personnel
- 2008: Face aux masses

Übersetzung auf Deutsch
- 1999: Paris, New York, Alice und ich; Lichtenberg Verlag, ISBN 978-3-7852-8125-3

## Filmografie (Auswahl)
- 1991: Lola – Jung und wild (Lola Zipper)
- 2000: Man liebt es unentschieden (La confusion des genres)
- 2004: Die Enkel (Les petits fils)
- 2006: Der Liebespakt: Simone de Beauvoir und Sartre (Les amants du Flore)
- 2008: Wenn Spione singen (Le plaisir de chanter)
- 2012: Der jüdische Kardinal (Le Métis de Dieu)